# Berescheid
Berescheid ist ein Stadtteil von Schleiden im nordrhein-westfälischen Kreis Euskirchen.

## Geographische Lage
Berescheid liegt nahe dem Nationalpark Eifel im Naturpark Hohes Venn-Eifel am Rande der Dreiborner Hochfläche, etwa 4,5 km westnordwestlich des Schleidener Kernorts zwischen dem Scheckenbach- und Schafbachtal. Südöstlich des Dorfs befindet sich der Kirchberg (520,1 m) und westlich der Eigart (565,5 m).
Berescheid verfügt über einen Bolzplatz und eine katholische Kapelle. Südlich der Ortschaft liegt der Campingplatz Schafbachmühle.

## Geschichte
Im 14. Jahrhundert gehörte Berescheid zur Jülicher Unterherrschaft Dreiborn. 
Bis zur Neugliederung der Gemeinden und Kreise des Neugliederungsraumes Aachen, die am 1. Januar 1972 wirksam wurde, gehörte Berescheid zur gleichzeitig aufgelösten Gemeinde Dreiborn.

## Verkehr
In Berescheid verkehrt Linienbedarfsverkehr. Das Dorf liegt an Nebenstraßen der Landesstraße 207 und Bundesstraße 258. Die nächsten Autobahnanschlussstellen sind Wißkirchen oder Nettersheim an der A 1, Aachen-Lichtenbusch an der A 44 und Rheinbach an der A 61.
Die VRS-Buslinie 831 der RVK verbindet Berescheid mit Schleiden und Gemünd.
| Linie | Verlauf |
| ----- | --- |
| 831   | MiKE (außer im Schülerverkehr Gemünd – Dreiborn): Gemünd – (Herhahn –) Morsbach – Dreiborn – Berescheid – Ettelscheid – Scheuren – Schleiden |